# Schloss Kröllendorf

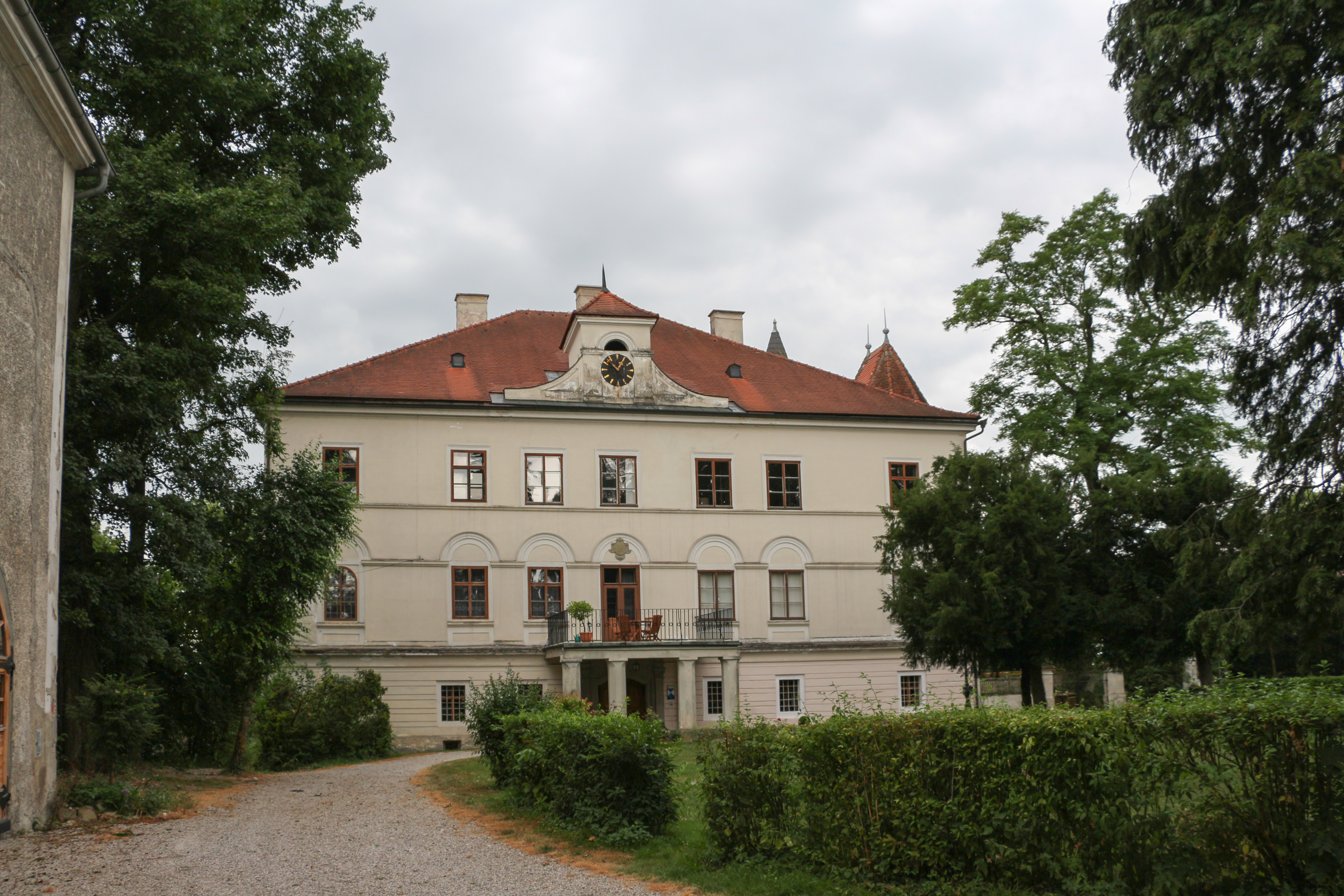
Schloss Kröllendorf

Schloss Kröllendorf ist ein Schloss in der Ortschaft Kröllendorf in der Marktgemeinde Allhartsberg im Bezirk Amstetten in Niederösterreich.

## Lage
Das Schloss steht nordwestlich von Allhartsberg an einer nach Westen abfallenden Geländekante des voralpinen Hügellandes.

## Geschichte
Urkundlich wurde 1033 ein Herrschaftssitz genannt. Es folgten wechselnde Besitzer, u. a. Geyer von Osterburg im 16. Jahrhundert. Von 1655 bis 1878 im Besitz der Freiherren von Stiebar (Niederhausegg). Seitdem wiederum wechselnde Besitzer.
Der im Kern aus dem 16. Jahrhundert stammende Bau wurde in der Mitte des 18. Jahrhunderts zu einem barocken umgebaut und später biedermeierlich verändert.

## Architektur
Das Schloss ist von einem Park umschlossen und befindet sich auf einem schmalen Hügelsporn im Nordosten des Ortes. Nördlich vorgelagert liegen mehrere Wirtschaftsgebäude und Stallungen. Es gibt Reste von ehemaligen Befestigungsmauern mit Schießscharten und einen aufgestockten Rundturm mit einem Kegeldach zum abfallenden Gelände hin. Die Tormauer hat ein Rundbogenportal und ein vermauertes Gehtürl.
Der repräsentative dreigeschoßige Rechteckbau unter einem niedrigen Walmdach hat zwei im Nordwesten beigestellte Türmchen, ein Rundturm aus dem 17. Jahrhundert, und ein polygonaler Sanitärturm aus 1908. Die Hauptfront zeigt eine biedermeierliche Fassadengliederung aus 1805 mit Lünettengesimsleisen, Bänderung und dem Familienwappen Stiebar. Die Mitte der Hauptfront ist durch einen Fassadenturmaufsatz mit einer Vierpfeileraltane aus 1908 betont. Das geschweifte pilasterflankierte Portal hat ein Steingewände.